# Магнітна сепарація

Магнітна сепарація

Магнітна сепарація (англ. magnetic separation; нім. Magnetscheidung f) — один з головних способів магнітного збагачення корисних копалин, заснований на використанні однорідності в магнітних властивостях (величинах магнітної не сприйнятливості, залишкової індукції, коерцитивної сили і ін.) компонентів суміші (мінералів, їх зростків і ін.) величиною часток від мікрона до 200 мм в однорідному постійному або змінному магнітному полях.

## Загальний опис технології
У практиці збагачення проводиться переважно в постійних неоднорідних магнітних полях і є основним методом збагачення залізних (для бл. 10 % руд у світі і 2 % в Україні) і манґанових руд (для 45 % руд в Україні). При збагаченні руд чорних мінералів дозволяє одержувати високосортні концентрати із вмістом Fe до 68 %, Mn до 43 %. Вилучення магнітних мінералів в концентрат перевищує 90 %. М.с. застосовується також для збагачення руд кольорових і рідкісних металів, гірничохімічної і нерудної сировини (доводка після гравітаційного збагачення), а також для видалення залізовмісних домішок з матеріалів (каолінові глини, формувальні піски і ін.). У залежності від величини магнітної сприйнятливості матеріалу М.с. поділяється на сепарацію в слабких та сильних магнітних полях, від середовища, в якому проводиться розділення — на мокру і суху М.с. Для збільшення контрастності магнітних властивостей суміші, що розділяється, застосовують термообробку. М.с. здійснюється в сепараторах магнітних.
Галузь застосування і обсяг переробки цим способом безперервно зростають, М.с. — високопродуктивна технологія, найбільш простий і дешевий метод збагачення корисних копалин, який також задовольняє екологічні вимоги.

## Підготовка руд до магнітної сепарації
Особливостями процесу магнітної сепарації зумовлюється необхідність підготовки руди перед магнітним розділенням, яка залежить від характеристики руди (гранулометричний склад, магнітні властивості) і методу сепарації (суха або мокра). Підготовка руди включає операції дроблення, подрібнення, грохочення, знешламлення і знепилення, намагнічування і розмагнічування, сушки і випалу.